# Membre de Bruyères
Le membre de Bruyères relevait de la commanderie de Chauffour rattachée au prieuré hospitalier de Saint-Jean de Latran.

## Origine
Elle trouve son origine dans un échange fait, en 1307, entre Thomas, seigneur de Bruyères et le commandeur du Déluge.

## Sources
- Eugène Mannier, Les commanderies du grand prieuré de France d'après les documents inédits conservés aux archives nationales à Paris, Paris, 1872 (lire en ligne)